# Norweskie okręty podwodne typu A
Okręty podwodne typu A – norweskie okręty podwodne z początku XX wieku. W latach 1911-1914 w niemieckiej stoczni Germaniawerft w Kilonii zbudowano cztery okręty tego typu. Trzy jednostki (A-2 – A-4) weszły do służby w marynarce norweskiej, a jedną (SM U-A, ex-norweski A-5) wcielono po wybuchu I wojny światowej do Kaiserliche Marine. U-A do 1916 roku pływał w składzie Flotylli Bałtyckiej, a następnie pełnił funkcje szkoleniowe; po wojnie przypadł Francji, gdzie został zezłomowany. Okręty norweskie służyły do momentu napaści Niemiec w kwietniu 1940 roku, kiedy to uległy zniszczeniu.

## Projekt i budowa
Okręty podwodne typu A zostały zamówione przez rząd Norwegii w Niemczech po pozyskaniu z tego kraju pierwszego okrętu podwodnego, którym był „Kobben”. Norwegowie byli bardzo zadowoleni z parametrów tej zbudowanej w 1909 roku jednostki i już w listopadzie 1910 roku wystosowali zapytania ofertowe skierowane do niemieckich stoczni w celu pozyskania kolejnych okrętów. Najlepszy z punktu widzenia zamawiającego projekt przygotowała stocznia Germaniawerft, który był powiększoną i silniej uzbrojoną wersją zbudowanego dla Regia Marina okrętu podwodnego „Atropo”. Głównym konstruktorem okrętów był dr Hans Techel. W maju 1911 roku Norwegowie zamówili trzy jednostki, powiększając w 1912 roku zamówienie o jeszcze jeden okręt. Zmianą w stosunku do poprzednich konstrukcji Germaniawerft było przesunięcie rufowych sterów za śruby; nowością było wyposażenie tak małych jednostek w żyrokompasy.
Wszystkie jednostki typu A zostały zbudowane w stoczni Germaniawerft w Kilonii. Stępki okrętów położono w latach 1911–1912, a zwodowane zostały w latach 1913–1914 .
| Okręt        | Stocznia      | Początek budowy  | Wodowanie   | Wejście do służby |
| ------------ | ------------- | ---------------- | ----------- | ----------------- |
| A-2          | Germaniawerft | 1911             | 1913        | 1914              |
| A-3          | Germaniawerft | 1911             | 1913        | 1914              |
| A-4          | Germaniawerft | 1911             | 1913        | 1914              |
| A-5 (SM U-A) | Germaniawerft | październik 1912 | 9 maja 1914 | 14 sierpnia 1914  |

## Dane taktyczno-techniczne
Jednostki typu A były przybrzeżnymi okrętami podwodnymi konstrukcji dwukadłubowej o długości całkowitej od 46,5 do 46,7 metra, szerokości 4,8 metra i zanurzeniu 2,7-2,8 metra . Kadłub sztywny miał 34,45 metra długości i 3,15 metra szerokości . Wysokość (od stępki do szczytu kiosku) wynosiła 6,47 metra . Wyporność normalna w położeniu nawodnym wynosiła 268-270 ton, a w zanurzeniu od 342 do 355 ton. Okręty napędzane były na powierzchni przez dwa 6-cylindrowe, dwusuwowe nienawrotne silniki wysokoprężne Germaniawerft o łącznej mocy 700 KM, a pod wodą poruszały się dzięki dwóm silnikom elektrycznym SSW o łącznej mocy 380 KM . Dwa wały napędowe poruszające dwoma śrubami zapewniały prędkość od 14,2 do 14,5 węzła na powierzchni i 7,3-9 węzłów w zanurzeniu . Zapas paliwa wynosił od 12,8 do 15 ton. Zasięg wynosił 900 Mm przy prędkości 10 węzłów w położeniu nawodnym i 76 Mm przy prędkości 3,3 węzła w zanurzeniu . Dopuszczalna głębokość zanurzenia wynosiła 50 metrów . Czas zanurzenia wynosił 75 sekund.
Okręt wyposażony był w trzy wyrzutnie torped kalibru 450 mm: dwie dziobowe i jedną rufową, z łącznym zapasem pięciu torped . Od 1917 roku U-A wyposażono w działo pokładowe kal. 8,8 cm TK C/14 L/45, z zapasem amunicji wynoszącym 108 naboi  .
Załoga składała się z 17 (okręty norweskie) lub 21 (U-A) oficerów, podoficerów i marynarzy.

## Służba

### Okręty norweskie (A-2, A-3 i A-4)
Po ukończeniu, na początku 1914 roku A-2, A-3 i A-4 odbyły wspólny rejs z Kilonii do Norwegii, dopływając do bazy w Horten. W tym roku jednostki zostały przyjęte do służby w marynarce wojennej . W chwili rozpoczęcia II wojny światowej okręty były już przestarzałe . W momencie inwazji Niemiec na Norwegię w kwietniu 1940 roku A-2, A-3 i A-4 wchodziły w skład 1. dywizjonu okrętów podwodnych z bazą w Horten . Podczas działań wojennych A-2 został zdobyty przez Niemców, po czym zezłomowany, a A-3 i A-4 zostały samozatopione nieopodal Tønsberg w Oslofjorden .

### SM U-A
Po wybuchu I wojny światowej A-5 został 5 sierpnia 1914 roku zarekwirowany przez Niemców i wcielony do służby w Kaiserliche Marine 14 sierpnia tego roku pod nazwą U-0 (zmienioną wkrótce na U-A). Po uzyskaniu gotowości bojowej jednostkę skierowano do Flotylli Bałtyckiej. W 1915 roku okręt uczestniczył w kilku operacjach floty niemieckiej, m.in. w zajęciu portu w Lipawie czy forsowaniu Zatoki Ryskiej.
W 1916 roku okręt został przeniesiony do szkolenia. W wyniku podpisania rozejmu w Compiègne SM U-A został poddany 24 listopada 1918 roku, a następnie trafił do Francji . Jednostka została zezłomowana w Tulonie latach 1920–1921.